# Тарабукин, Николай Михайлович
Никола́й Миха́йлович Тарабу́кин (6 сентября 1889, с. Спасское, Спасский уезд, Казанская губерния, Российская империя — 21 февраля 1956, Москва, СССР) — российский и советский искусствовед, философ, театровед, теоретик искусства и отечественного дизайна.

## Биография
Родился 25 августа (6 сентября) 1889 года в селе Спасском Спасского уезда Казанской губернии.
В 1911 году окончил Ярославскую гимназию и поступил на историко-филологический факультет Московского университета, где прослушал курс по философии и искусствоведению, сдав экзамены по истории искусства, философии, логике, психологии и литературе. В сентябре 1912 года перешёл на обучение в Демидовский юридический лицей, который окончил в декабре 1916 года, но диплом получил только 19 апреля 1917 года (в 1913—1914 годах совершил поездку за границу для ознакомления с музеями и архитектурой). С 1917 года полностью посвятил себя занятиям по разработке вопросов истории и теории изобразительного искусства. 

Н. М. Тарабукин.
Офорт В. Д. Фалилеева, 1918

Осенью 1918 года сумел перебраться в белую Сибирь, активно участвовал в культурной жизни колчаковского Омска.
В 1919—1920 годах служил в РККА лектором по вопросам искусства в Политпросветуправлении Московского военного округа, а также сотрудником и лектором Главного управления Военно-учебных заведений. В 1920—1921 годах читал лекции по истории пространственных искусств в Государственной Хоровой академии, проводил занятия по истории русского искусства в бывшей Первой гимназии, преподавал в Пролеткульте и ВХУТЕМАСе. В 1921—1924 годах был действительным членом и учёным секретарём Института художественной культуры.  
В 1924—1930 годах работал в Государственной академии художественных наук (ГАХН). В 1922—1924 годах в московском ВХУТЕМАСе отстаивал концепцию конструктивизма в архитектуре и «производственного искусства» — основы будущего отечественного дизайна («От мольберта к машине», 1923). С 1928 года — член-корреспондент ГАХН. Летом 1928 года избран заведующим секцией ГАХН по изучению наследия и творчества М. А. Врубеля В это же время работал в Государственных театральных мастерских им. Вс. Мейерхольда (ГОСТИМ).
15 сентября 1927 года зачислен преподавателем курса истории искусств Государственного кинотехникума (ГТК); с 1 октября 1930 года доцент — ГТК; с 15 октября 1934 года — доцент по истории пространственных искусств Государственного института театрального искусства им. А. В. Луначарского (ГИТИС). В 1938 года стал исполняющим обязанности профессора по истории пространственных искусств во ВГИКе и ГИТИСе. 
В 1942—1943 годах читал курс по всеобщей истории искусств в МГУ имени М. В. Ломоносова, а до 1944 года — в Московском художественно-промышленном институте; в 1944 году утверждён исполняющим обязанности заведующего кафедрой искусствознания ГИТИСа. В 1944—1949 годах читал курс лекций по истории искусств в школе-студии МХАТа.  
С 1946 года преподавал в Литературном институте имени А. М. Горького, а также был старшим научным сотрудником секции изучения архитектуры народов СССР в Академии архитектуры СССР.
Умер 21 февраля 1956 в Москве. Согласно завещанию, похоронен в усадьбе Вороново, которой в своё время посвятил одну из последних работ по истории и архитектуре. 
Жена — Чулкова Любовь Ивановна (1882—1973), по первому мужу Рыбакова, сестра Г. И. Чулкова.

## Научные труды

### Монографии
- Тарабукин Н. М. От мольберта к машине. — М.: Работник просвещения, 1923.
- Тарабукин Н. М. Опыт теории живописи. — М.: изд. Пролеткульта, 1923.
- Тарабукин Н. М. Искусство дня. — М.: изд. Пролеткульта, 1925.
- Тарабукин Н. М. Художник в клубе. — М.: Изд. ВЦСПС, 1926.
- Тарабукин Н. М. Михаил Александрович Врубель. — М.: Искусство, 1974. — 174 с.
- Тарабукин Н. М. Очерки по истории костюма. — М.: ГИТИС, 1994. — 155 с.
- Тарабукин Н. М. Смысл иконы. — М.: Издательство Православного Братства Святителя Филарета Московского, 1999. — 224 с.
  - «Яко зарю солнечную, восприемши, Владычице, чудотворную Твою икону...»
- Тарабукин Н. М. О В. Э. Мейерхольде / Ред.-сост. и ком. О. М. Фельдман. — М.: ОГИ, 1998. — 110 с. — 1000 экз. — ISBN 5-900-241-17-3. teatr-lib.ru/Library/Tarabukin/O_meyer/

### Статьи
- Тарабукин Н. М. Проблема пространства в живописи // Вопросы искусствознания. — 1993. — № 1—4.
- Тарабукин Н. М. Проблема пространства в живописи // Вопросы искусствознания. — 1994. — № 1. — С. 319—336.
- Тарабукин Н. М. Смысловое значение диагональных композиций в живописи // Труды по знаковым системам. — 1973. — № 6. — С. 471—481.
- Тарабукин Н. М. Натюрморт, как проблема стиля // Советское искусство. — 1928. — № 1. — С. 42—52.
- Тарабукин Н. М. Жанр, как проблема стиля // Советское искусство. — 1928. — № 4. — С. 13—27.